# Modern Life Is War
Modern Life Is War est un groupe américain de punk hardcore, originaire de Marshalltown, dans l'Iowa. Au cours des six années d'existence de Modern Life Is War, le groupe sort trois albums studio et un EP éponyme de 7 pouces. Malgré une notoriété grandissante sur le circuit hardcore underground et des critiques élogieuses de la part de nombreux médias musicaux, Modern Life Is War annonce sa séparation au début de l'année 2008, mais le groupe se reforme en 2012.

## Histoire
L'EP éponyme de Modern Life Is War (7 pouces) sort chez Lifeline Records au début de l'année 2002. Les deux albums studio suivants, My Love. My Way. en 2003 et Witness en 2005, sont désormais disponibles sur le label Deathwish Inc., détient et géré par le chanteur de Converge Jacob Bannon. À la mi-2005, après la sortie de Witness, le guitariste Matt Hoffman et le bassiste Chris Honeck quittent le groupe. Ils remplacent respectivement par Sjarm 13 et Tim Churchman. Le 9 février 2007, M.L.I.W. annonce qu'il avait signé un contrat avec Equal Vision Records. Le troisième album du groupe, Midnight in America, sort le 21 août 2007, avec des critiques positives. Le 19 février 2008, le groupe a annoncé sur sa page Myspace qu'il se séparait et qu'il prévoyait une dernière tournée américaine, débutant le 29 mars à Milwaukee, dans le Wisconsin, et se terminant le 26 avril à Marshalltown, la ville natale du groupe.
En septembre 2012, la formation originale se réunit et écrit un album dans le culture de John Eich. Modern Life Is War annonce officiellement sa réunion en avril 2013 et l'intention d'enregistrer et de sortir le nouvel album sur Deathwish en septembre 2013. Le groupe ne s'attendait pas à faire une grande tournée pendant la réunion ; en avril 2013, Modern Life Is War n'était réservé que pour la tête d'affiche du This Is Hardcore Festival et un concert de lancement de l'album,. Rétrospectivement, Modern Life Is War aurait souhaité ne pas se séparer, mais plutôt réduire leurs efforts afin de pouvoir le faire, « sans trop de stress et d'engagement écrasant pour la vie. » Le groupe sort son quatrième album studio Fever Hunting le 9 septembre 2013 chez Deathwish, produit par Kurt Ballou de Converge. Modern Life Is War entame une tournée de six dates pour célébrer le nouvel album en octobre 2013.
Pour commémorer son 10e anniversaire, Modern Life Is War réédite une version remastérisée de leur album Witness sorti en 2005 avec un emballage et des notes de pochette mis à jour le 2 juin 2015, suivi d'une tournée nord-américaine de neuf dates.

## Discographie

### Albums studio
- 2003 : My Love. My Way.
- 2005 : Witness
- 2007 : Midnight in America
- 2013 : Fever Hunting

### EP
- 2003 : Modern Life Is War
- 2018 : Tribulation Work Songs vol. 1
- 2018 : Tribulation Work Songs vol. 2
- 2021 : Tribulation Work Songs vol. 3

### Singles
- 2007 : Stagger Lee